# 前61年
| 千纪： | 前1千纪 |
| 世纪： | 前2世纪 \| 前1世纪 \| 1世纪                                                                                |
| 年代： | 前90年代 \| 前80年代 \| 前70年代 \| 前60年代 \| 前50年代 \| 前40年代 \| 前30年代                           |
| 年份： | 前66年 \| 前65年 \| 前64年 \| 前63年 \| 前62年 \| 前61年 \| 前60年 \| 前59年 \| 前58年 \| 前57年 \| 前56年 |
| 纪年： | 西汉元康五年，神爵元年                                                                                     |

## 大事记
- 漢宣帝用趙充國的計策，平定了羌人的叛亂，又進行屯田。

## 逝世
- 許廣漢
- 小卡图鲁斯